# Seven Buttresses
Die Seven Buttresses (englisch für Sieben Pfeiler) sind sieben aneinandergereihte Felssäulen im Norden des Grahamlands auf der Antarktischen Halbinsel. Sie ragen mit Höhen von bis zu 150 m über eine Länge von 6 km auf der Westseite der Tabarin-Halbinsel bzw. am Ostufer der Duse Bay auf. Die einzelnen Säulen werden durch schmale Eisfälle voneinander getrennt.
Wahrscheinlich wurden sie von einer Mannschaft unter der Leitung Johan Gunnar Anderssons bei der Schwedischen Antarktisexpedition (1901–1903) erstmals gesichtet. Ihren deskriptiven Namen erhielten sie durch den Falkland Islands Dependencies Survey im Zuge einer 1946 durchgeführten Vermessung.